# Patsy Gallacher
Patrick Gallacher detto Patsy (Ramelton, 16 marzo 1891 – 17 giugno 1953) è stato un calciatore irlandese, di ruolo attaccante.

## Palmarès

### Club

#### Competizioni nazionali
- Campionato scozzese: 7

Celtic: 1913-1914, 1914-1915, 1915-1916, 1916-1917, 1918-1919, 1921-1922, 1925-1926
- Coppa di Scozia: 4

Celtic Glasgow: 1911-1912, 1913-1914, 1922-1923, 1924-1925